# Летерс, Бека
Бека Энн Летерс (англ. Becka Anne Leathers; род. 19 ноября 1996 года ) — американская женщина-вольница, выступающая в весовой категории до 55 кг.  Бронзовый призёр чемпионата мира 2017 года. Чемпион Панамериканского чемпионата по борьбе 2017 и 2018 годов. Победительница Панамериканского чемпионата 2015 года среди юниоров.